# 张抱麟
张抱麟（719年—787年6月21日），字时遇。曾祖张感，陈州绥化县令。祖张仙，石州司士参军。父张珪，赠太子右赞善大夫。
唐玄宗天宝年间，发生安史之乱，张抱麟为淄青平卢节度使李正己副使，从其征伐，三十年间，官至金紫光禄大夫、鸿胪卿、特进、开府仪同三司、侍御史、御史中丞、检校国子祭酒、御史大夫、开国伯、武当郡王，食邑三千户，上柱国，兼历任淄、海、齐、兖、徐、棣、德、曹八州刺史。
唐德宗贞元三年（787年），卒于郓州自己家中。
张抱麟不见于史书记载，其生平见于朝议郎、试秘书省秘书郎、赐绯鱼袋李唐年撰《唐故御史大夫张公墓志铭并序》。

## 家庭

### 妻
- 夫人陈留郡君河东卫氏，侍御史卫太冲之女，兖、淄、青、濮等州刺史卫季良之姐

### 子女
五子：
1. 长子张潮，试太常卿，建中二年（781年）六月卅日死。
2. 次子张履冰，试左卫大将军。
3. 嗣子张清，将仕郎、守郓州参军。
4. 张清胞弟张滔，试左金吾卫录事参军。
5. 幼子张泳。

四女：
1. 御史中丞兼太子宾客、普安郡王王光辅妻。
2. 司封郎中兼侍御史边绪妻。
3. 太子宾客、乐安郡王李光耀妻。
4. 四女。